# Siemens-Schuckertwerke
La Siemens-Schuckertwerke (SSW), anche abbreviato Siemens-Schuckert, è stata un'azienda tedesca attiva come industria elettrotecnica, casa automobilistica e azienda aeronautica, con fabbriche a Berlino, Erlangen e Norimberga, in esercizio dal 1903 al 1961, anno in cui confluì nella Siemens AG.

## Storia

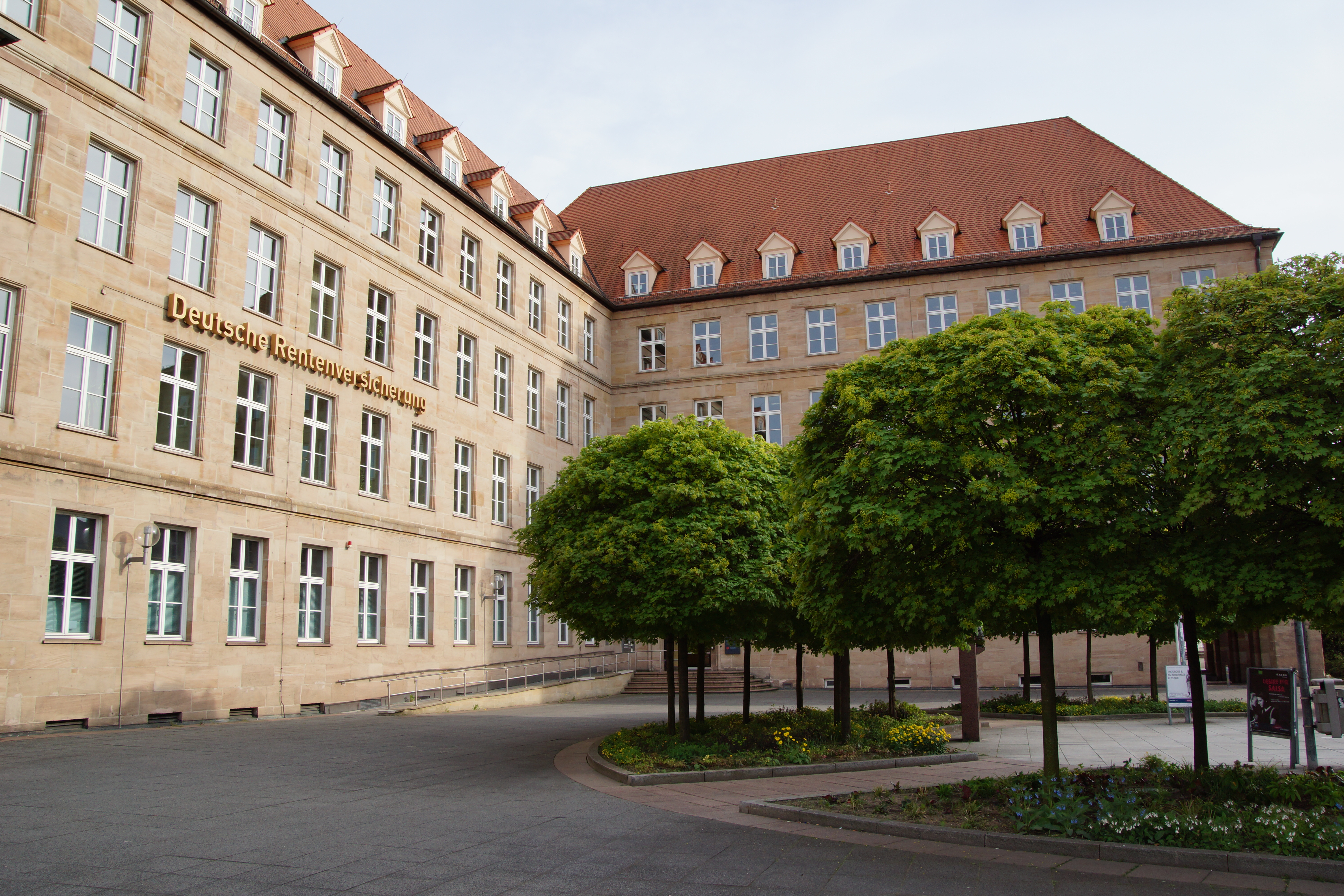
Casa di Sigmund Schuckert a Nürnberg-Tafelhof

Dalla società tra Siemens & Halske e la Elektrizitäts-Aktiengesellschaft vormals Schuckert & Co. (EAG) nasce il 1º aprile 1903 la Siemens-Schuckert-Werke GmbH, con capitale a maggioranza Siemens & Halske AG. Il primo presidente SSW fu fino al 1912 Alfred Berliner.
La trasformazione della SSW in Aktiengesellschaft avvenne nel 1927. Dopo la seconda guerra mondiale il 1º aprile 1949 la insicura sede di Berlino, tenuta in piedi durante il blocco di Berlino, venne spostata a Erlangen così come la sede della Siemens & Halske AG venne spostata a Monaco di Baviera, Berlino rimase come sede secondaria. Ernst von Siemens nel 1966 fuse Siemens Schuckertwerke AG con la Siemens & Halske AG dando vita alla Siemens-Reiniger-Werke AG oggi Siemens AG.

## Automobili

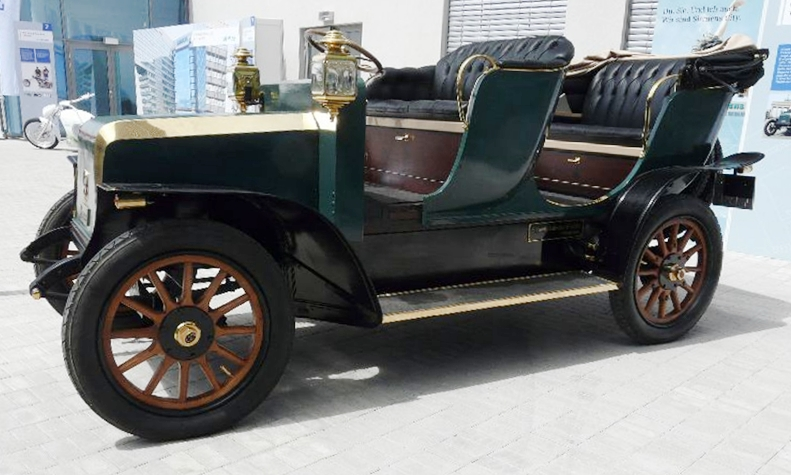
Elektrische Viktoria del 1905 (restauro 2010)

Dal 1906 al 1910 la società costruì anche automobili, con trazione elettrica come la Elektrische Viktoria.
La Typ B (1906–1908) fu una quattro posti, che come la Victoria, limousine o landaulet. Il motore elettrico aveva una potenza di 4,8 kW a 600-1.200 g/min. Le batterie furono autocostruite con 44 celle (= 88 V) e corrente 145 Ah. L'autonomia di 80 km.
Vi fu anche una veicolo benzina-elettrico o solo a ciclo Otto. Un veicolo da 6/10 HP fu completato dalla Automobilwerk Wilhelm Körting e venduta col proprio marchio.
Nel 1908 venne acquisito dalla Siemens-Schuckert-Werke il costruttore d'auto Protos. I veicoli prodotti uscirono con marchio Siemens-Schuckert. Vennero costruiti fino al 1910, principalmente Taxi berlinesi.
Nel 2010 la Siemens restaurò una „Typ B“, utilizzando solo documenti fotografici e manuali utente, non avendo disegni costruttivi originali.

## Aeromobili

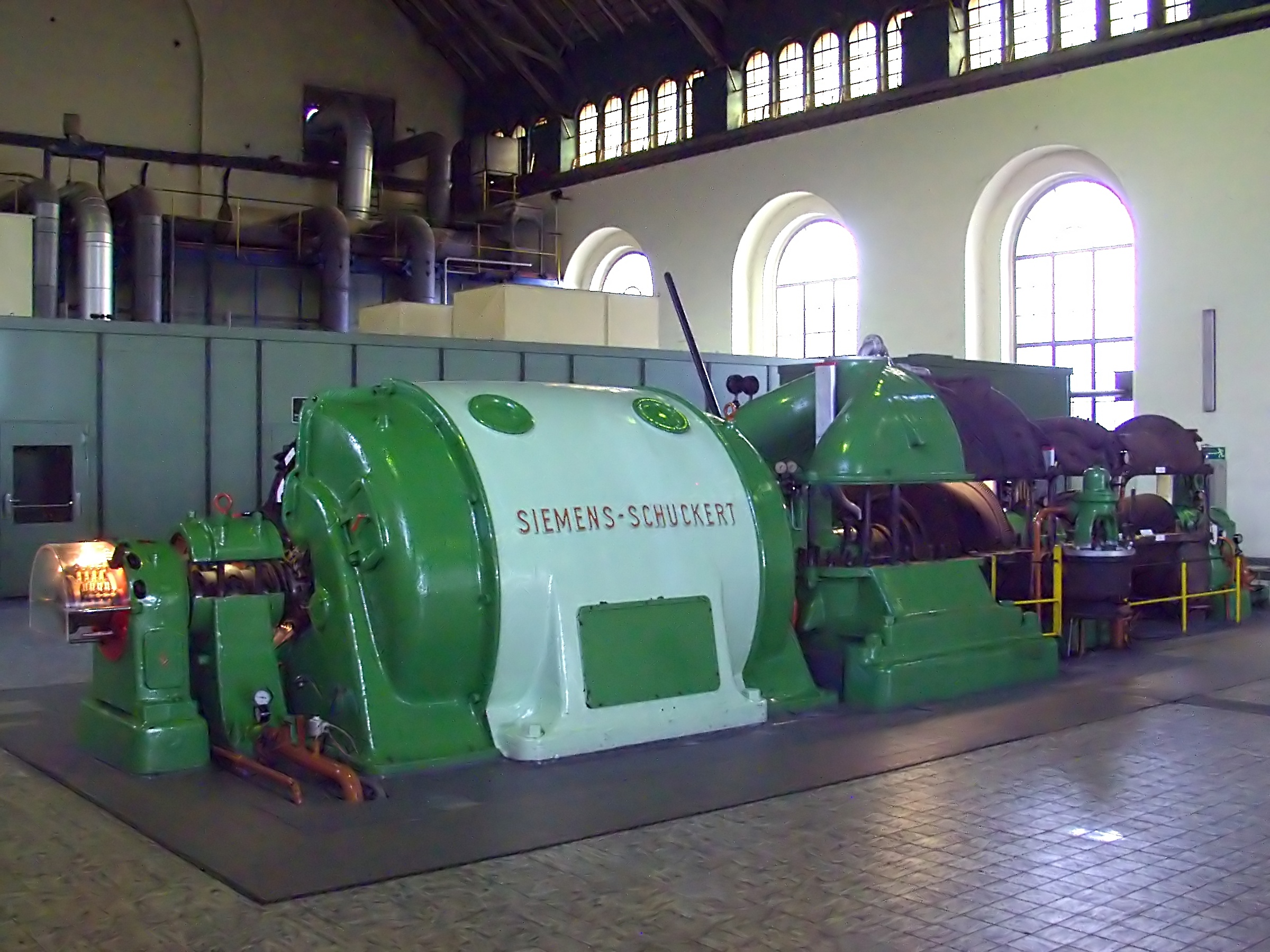
Turbine a vapore con generatore elettrico (oggi) RheinEnergie-Heizkraftwerk Süd, Colonia

Durante la prima guerra mondiale vennero prodotti diversi aeromobili: 

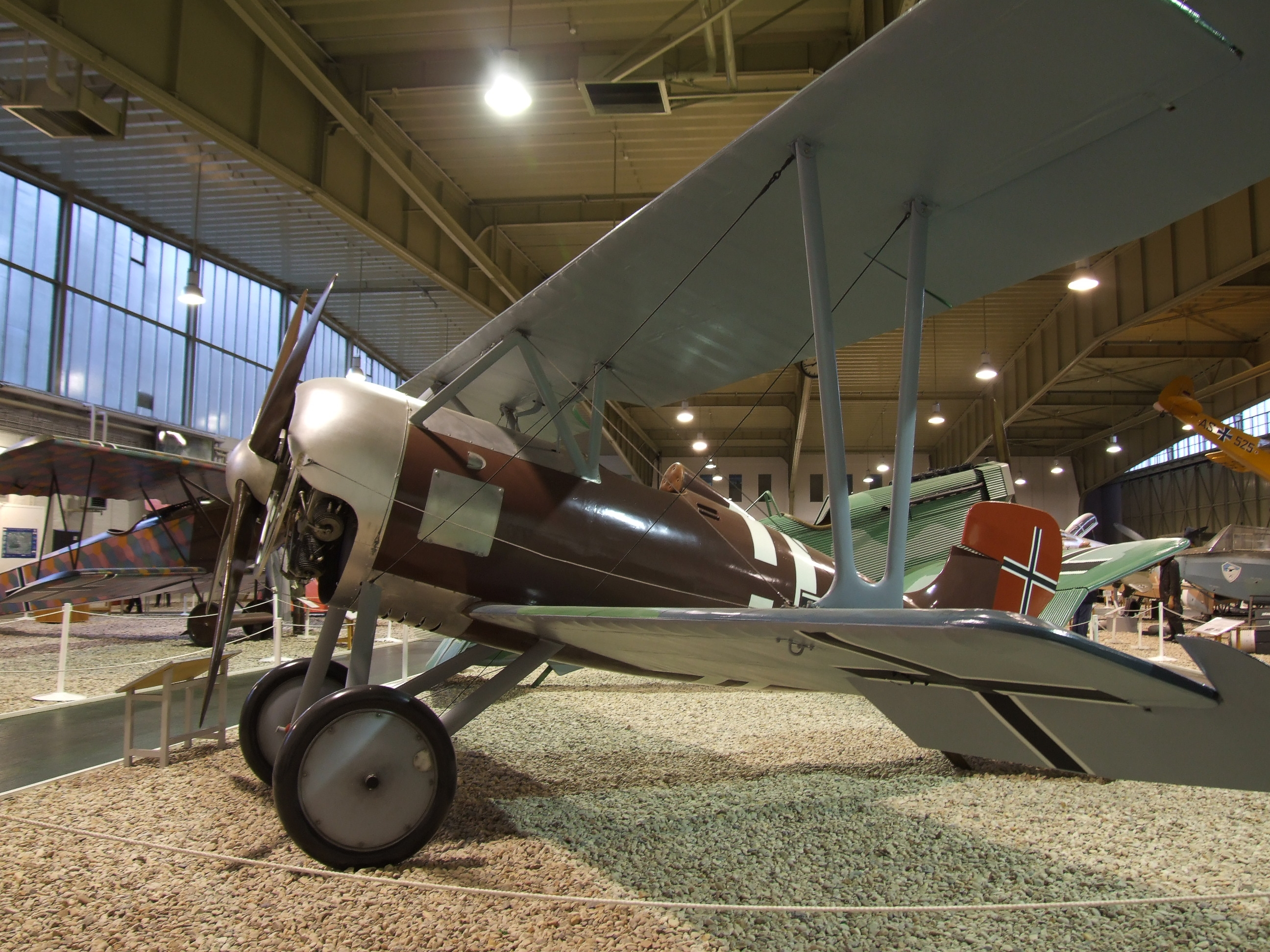
replica del caccia Siemens-Schuckert D.III esposto al Museo Storico Militare dell'Esercito Tedesco – Campo aeronautico di Berlin-Gatow
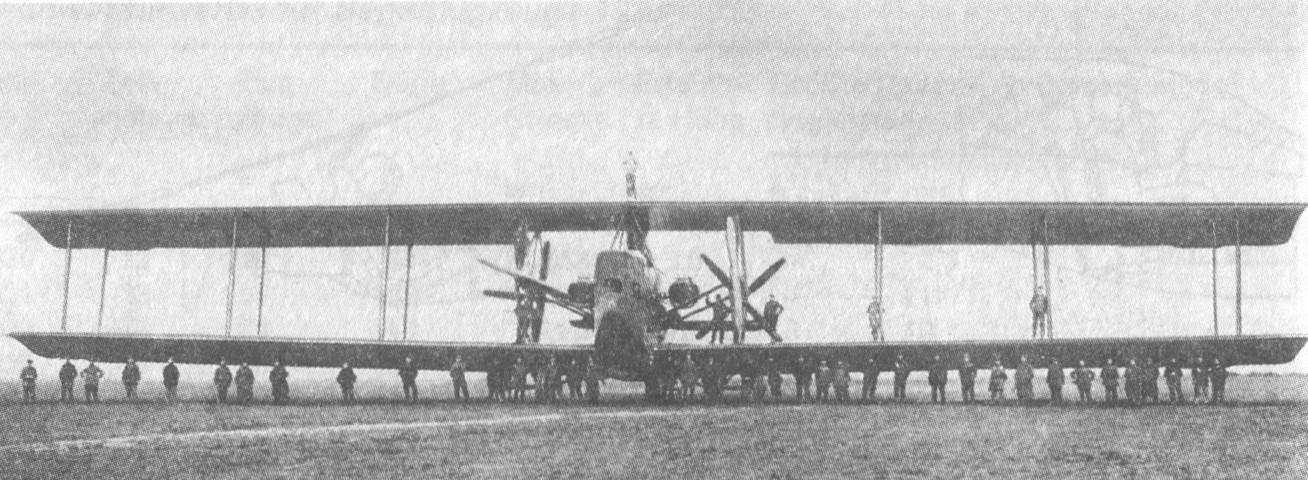
Bombardiere pesante Siemens-Schuckert R.VIII

## Fabbrica

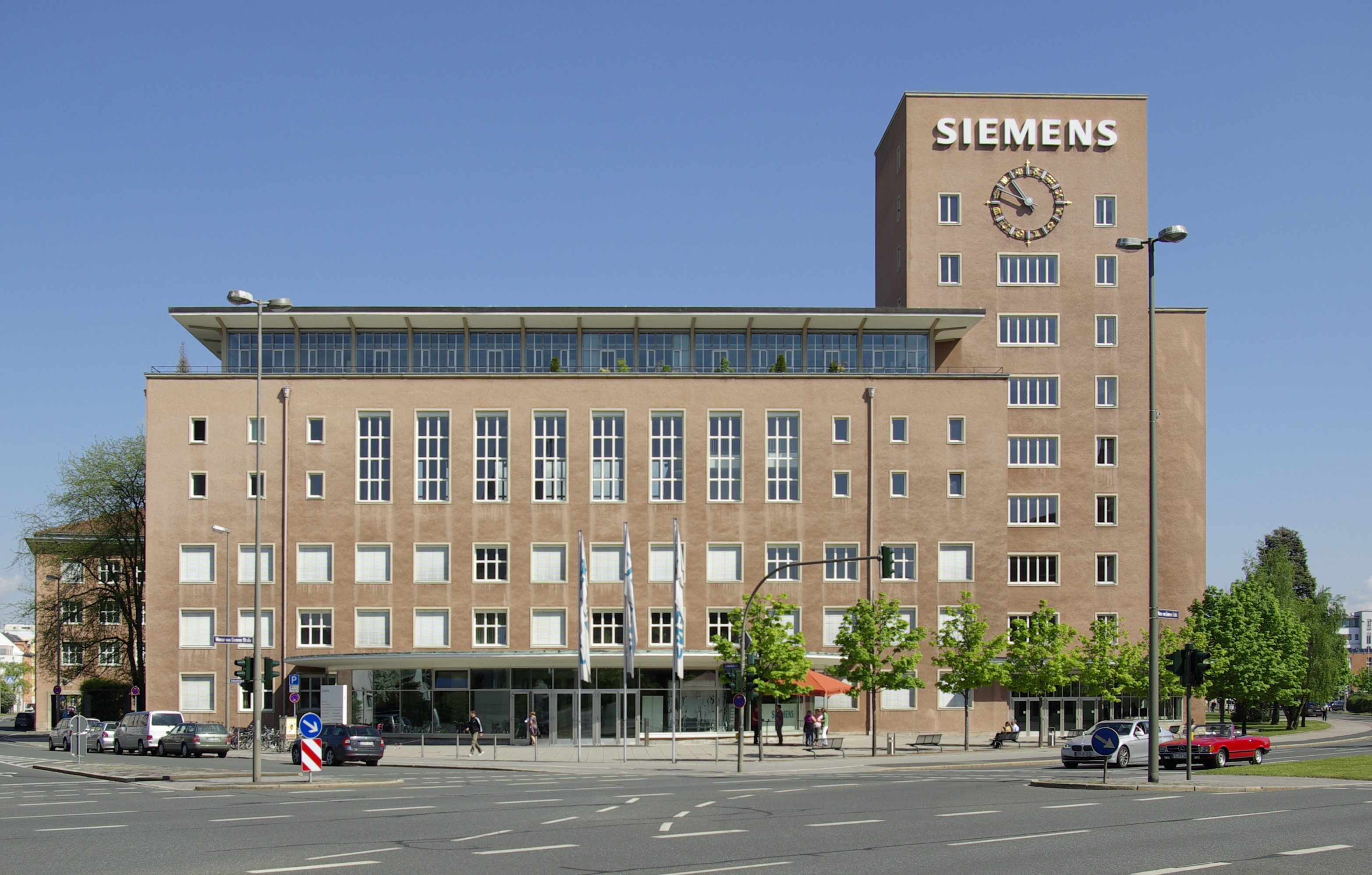
Di Hans Hertlein l'edificio „Himbeerpalast“, sede della Siemens a Erlangen

Presso la Siemens-Schuckert-Werk di Norimberga furono impiegati nel XX secolo, 10.000 collaboratori. Oltre a motori elettrici e apparati elettrici vari, vennero costruiti anche sistemi medicali. La fabbrica venne negli anni'60 trasformata in Nürnberger Maschinen-Apparate-Werk (NMA) e in Nürnberger Zählerwerk (NZ).
Un'altra fabbrica la si trova in Russia a San Pietroburgo.
La Siemens-Schuckert-Werke fu negli anni'20 impiegata in un grosso progetto irlandese, il Shannon Power Development. Molti collaboratori SSW, come il Chefkonstrukteur della Kraftwerk Ardnacrusha, Thomas McLoughlin, diventò più tardi capo della statale ESB. Anche il know-how e gli impianti provenivano dalla SSW.